# Hippos Ostrava
Hippos Ostrava byl baseballový klub, který hrál v letech 1994 (pod názvem SKP - VŠB Ostrava), 1999 a 2000 Českou baseballovou extraligu. V roce 2000 muži skončili v extralize poslední a sestoupili. Druhou ligu hráli do roku 2003 (Moravská liga 2001 - 2002, Českomoravská liga 2003). V roce 2003 muži sestoupili do oblastního přeboru, který hráli pouze jednu sezónu v roce 2004. V baseballových soutěžích hrál mládežnický tým pod názvem Hippos Ostrava naposledy v roce 2005 (mladší kadeti - 3. místo v oblastním přeboru). Registrované členy v České baseballové asociaci měl klub naposledy v roce 2007.
Poslední působiště klubu bylo hřiště v Ostravě - Dubině. 
Někteří extraligoví hráči Hipposu pokračovali v jiných klubech, především v Arrows Ostrava (Fiala, Lisko, bratři Kubovčíkové).   

## Soupiska týmu v sezóně 1999
- Bartuška D.
- Berger M.
- Bušovský M.
- Černý J.
- Dohnálek J.
- Fabián J.
- Fiala David
- Janošík K.
- Jurek D.
- Kasperčík P.
- Kempný P.
- Kolomber T.
- Kubovčík M.
- Kubovčík P.
- Lisko Michal
- Mareček L.
- Mareček P.
- Melichařík M.
- Novák J.
- Novotný J.
- Sikora M.
- Staniek J.
- Zieczowski R.

### Publikace
- Ročenky Český baseball, 1999 - 2008, Česká baseballová asociace